# Feargus O'Connor

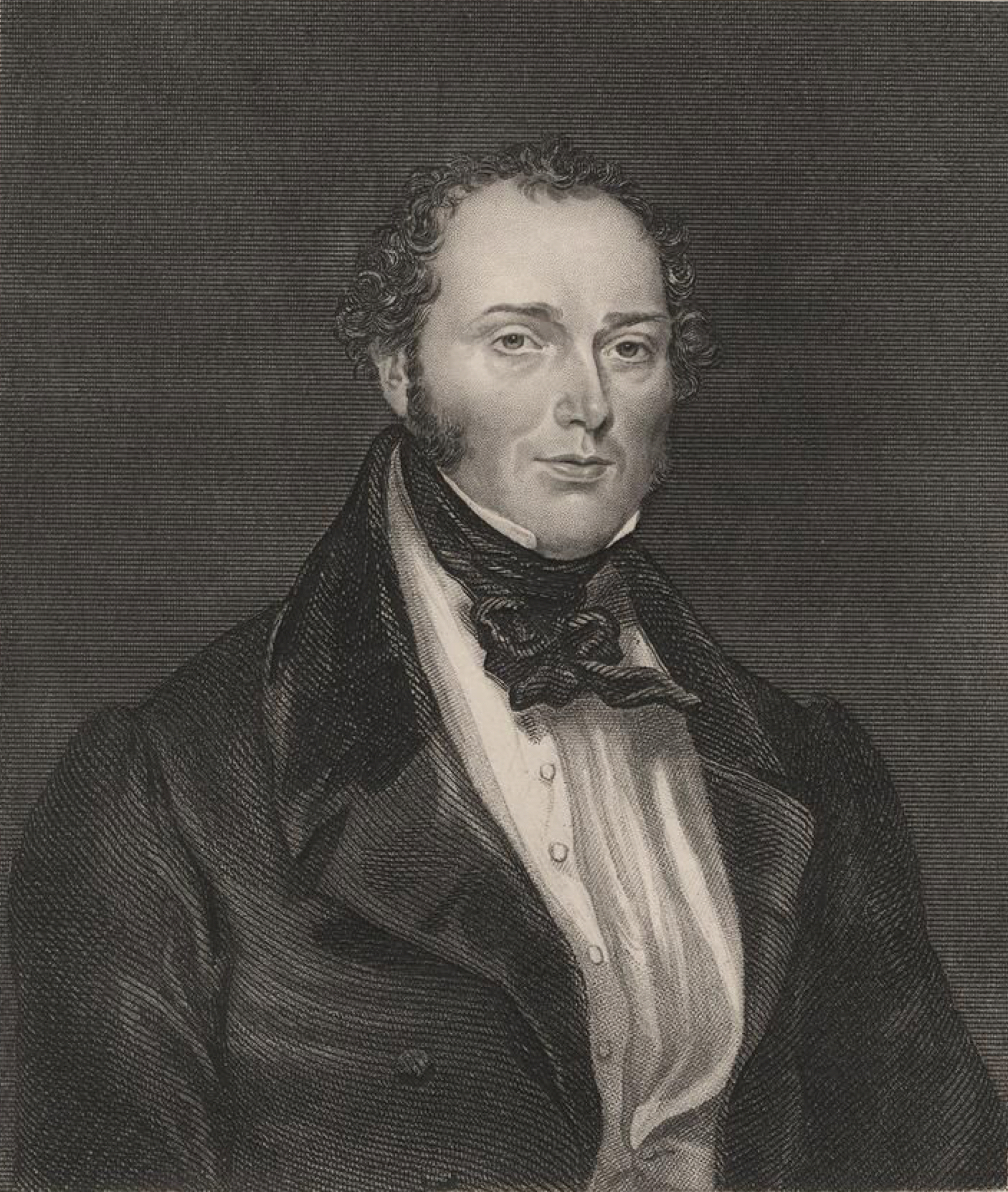
Feargus O'Connor.

Feargus O'Connor, född den 18 juli 1794 på Irland, död den 30 augusti 1855 i London, var en engelsk agitator av irländsk härkomst.

## Biografi
O'Connor tillhörde en släkt, som - på mycket osäkra grunder - gjorde anspråk på att härstamma från Irlands siste keltiske kung, Roderic O'Connor. Såväl O'Connors far som hans farbror Arthur O'Connor tog framträdande del i upproret på Irland 1797-98. Själv var han ledamot av underhuset för Cork 1832-35, uppträdde sedan som radikal folktalare och kastade sig 1838 in i chartiströrelsen.
O'Connor redigerade i Leeds dess organ, den av honom 1837 uppsatta radikala veckotidningen "Northern star", och genomdrev vid "folkriksdagen" 1839 antagandet av "den fysiska kraftens" våldstaktik. 1840-41 satt han häktad för upprorsagitation. Han startade 1846 ett chartistiskt småbruksföretag (Chartist cooperative land company), som hade föga framgång, och invaldes 1847, för Nottingham, åter i underhuset.
Han framlämnade där 1848 den beryktade jättepetitionen, som oriktigt uppgavs ha över 5 700,000 underskrifter. Efter detta fiasko övergick hans medfödda excentricitet så småningom till fullt vansinne, och 1852 måste han intagas på ett hospital för sinnessjuka. På chartiströrelsen har O'Connor ansetts ha haft ett från början fördärvbringande inflytande.